# 安藤直重
安藤 直重（あんどう なおしげ）は、戦国時代から安土桃山時代にかけての武将。別名に蒲生将監。
一説には安藤守就の弟で美濃斎藤氏の旧臣であったとする（小島一男『会津人物事典 (武人編)』歴史春秋社、1995年、P136.「蒲生将監」）。
はじめ蒲生氏郷に仕え、蒲生姓を賜り蒲生将監直重と称した。氏郷死後は石田三成に仕え、慶長5年（1600年）の関ヶ原の戦いにおいて黒田一成によって討ち取られ、戦死した。